# Nicolò Mozzato
Nicolò Mozzato (Venezia, 13 marzo 2000) è un ginnasta italiano, campione europeo junior nel 2018.